# IC 1523
IC 1523 = IC 5368 ist eine elliptische Galaxie vom Hubble-Typ E3 im Sternbild Fische. Sie ist schätzungsweise 891 Millionen Lichtjahre von der Milchstraße entfernt.
Das Objekt wurde am 8. August 1890 von dem Astronomen Sherburne Burnham entdeckt.